# Бэклунд, Боб
Роберт Луис Бэ́клунд (англ. Robert Louis Backlund, род. 14 августа 1949, Принстон) — американский борец и рестлер.
Он наиболее известен по выступлениям в World Wide Wrestling Federation/World Wrestling Federation с 1976 по 1984 год и в 1990-х годах, где он дважды владел титулом чемпиона WWWF/WWF. Его первое чемпионство было вторым по продолжительности в истории, признанным WWE. Бэклунд проиграл титул Антонио Иноки в Японии в 1979 году, но вернул пояс в течение недели, а WWF так и не признала смену титула. Бэклунд был введен в Зал славы WWE в 2013 году. Он считается одним из величайших рестлеров всех времен.
Бэклунд начал свою карьеру в борьбе, выступая за команду «Бизон» Университета штата Северная Дакота с конца 1960-х до начала 1970-х годов. В 1973 году он начал тренироваться как рестлер под руководством Эдди Шарки и выступал в American Wrestling Federation. Затем он выступал в National Wrestling Alliance и в 1976 году выиграл титул чемпиона Миссури NWA в тяжелом весе. Позже в том же году он перешёл в World Wide Wrestling Federation и в 1978 году победил Суперзвезду Билли Грэма, завоевав титул чемпиона WWWF в тяжелом весе. Он владел этим титулом до 1983 года, где потерял его в поединке против Железного Шейха. Вскоре после потери титула Бэклунд покинул WWF, но вернулся в 1992 году и пробыл в матче «Королевская битва» 1993 года более часа — этот рекорд продержался до 2004 года. В 1994 году на Survivor Series Бэклунд выиграл свой второй титул чемпиона WWF, победив Брета Харта. Он удерживал чемпионский титул в течение трех дней, после чего проиграл его Дизелю на домашнем шоу в «Мэдисон-сквер-гарден».
В 2000 году Баклунд безуспешно баллотировался в Конгресс от штата Коннектикут по списку республиканцев.

## Титулы и достижения
- Championship Wrestling from Florida
  - NWA Florida Tag Team Championship (1 раз) — со Стивом Кейрном[2]
- George Tragos/Lou Thesz Professional Wrestling Hall of Fame
  - Class of 2016[3]
- Georgia Championship Wrestling
  - NWA Georgia Tag Team Championship (1 раз) — с Джерри Бриско[4]
- New Japan Pro-Wrestling
  - MSG Tag League (1980) — с Антонио Иноки
  - Клуб величайших 18-ти
- Northeast Wrestling Federation
  - NEWF Heavyweight Championship (1 раз)[5]
- Pro Wrestling Illustrated
  - Матч года (1978) против Суперзвезды Билли Грэма 20 февраля[6]
  - Матч года (1982) против Джимми Снуки в матче в стальной клетке 28 июня[7]
  - Самый ненавистный рестлер года (1994)[8]
  - Самый вдохновляющий рестлер года (1977, 1981)[9][10]
  - Новичок года (1976)[11]
  - Рестлер года (1980, 1982)[12][13]
- Зал славы и музей рестлинга
  - С 2008 года[14]
- St. Louis Wrestling Club
  - NWA Missouri Heavyweight Championship (1 раз)[15]
- Western States Sports
  - NWA Western States Heavyweight Championship (3 раза)[16]
- World Wide Wrestling Federation/World Wrestling Federation/WWE
  - Чемпион WWWF/ Чемпион мира WWF в тяжёлом весе (2 раза)[17]
  - Командный чемпион WWF (1 раз) — с Педро Моралесом[18]
  - Слэмми (1 раз)
    - Самый эксцентричный (1994)

  - Зал славы WWE (2013)
- Wrestling and Romance
  - WAR World Six-Man Tag Team Championship (1 раз) — со Скоттом Пуцки и Варлордом[19]
- Wrestling Observer Newsletter
  - Лучший технический рестлер (1980)
  - Матч года (1980) против Кена Патеры 19 мая
  - Самая отвратительная рекламная тактика (1982) — чемпионство WWF
  - Самый переоцененный рестлер (1983)
  - Зал славы Wrestling Observer Newsletter (2004)